# Ibo de la Cortina y Roperto
Ibo de la Cortina y Roperto (1805-post. 1876) fue un arqueólogo, académico, pintor y dibujante español del siglo XIX.

## Biografía
Arqueólogo y pintor de historia, nació en Villanueva y Geltrú en 1805. Durante su larga carrera administrativa en diferentes provincias, Cortina, que en su juventud había estudiado la pintura bajo la dirección de los artistas catalanes Pablo Rigalt y Miguel Robt, puso el mayor empeño en contribuir con sus conocimientos a ilustrar toda clase de cuestiones artísticas, sin descuidar por eso la práctica de la pintura.
La primera recompensa que obtuvo por sus conocimientos fue el título de socio corresponsal de la Económica de Amigos del País de Murcia, en 1835, por sus adelantos en la litografía. En 1838 fue autorizado para servir a las inmediatas órdenes del jefe político de Badajoz, a fin de auxiliarle en los trabajos de instalación del Museo de Bellas Artes fundado en Mérida, y por Real orden de 23 de julio del mismo año se le manifestó agrado con los trabajos que había prestado en la formación de los planos, cortes y perspectivas de los monumentos y antigüedades de Mérida. En 1839 se le autorizó para verificar excavaciones en el terreno donde estuvo la antigua Itálica, comisión en que acreditó una vez más su celo y buen deseo. La Academia Sevillana de Buenas Letras le dio por ello las gracias y le nombró director de las citadas excavaciones.
En 1841 se le nombró socio corresponsal de la Numismática Matritense, y en 1842 de número de la Arqueológica Matritense y central de España y sus colonias. En 1845 la Sociedad Arqueológica tarraconense le expidió el título de su individuo de número. La Escuela de Bellas Artes establecida en la Casa Lonja de Barcelona propuso a Cortina en 1827 para que pasase a Roma; pero la persecución del conde de España le hizo emigrar, abandonando por entonces la pintura. Después ejecutó varios cuadros de batallas, países y perspectivas que conservaban los condes de Giraldeli, de Torrejón, duque de Medinaceli, Miguel Puch y Bautista, Joaquín de Hysern, duque de Valencia, Antonio Domine, general Gallego, Valcárcel, Cuevas, J. Antonio Turón y otros muchos; pero en especial un cuadro de Sílfides y náyades que alzaban durmiendo a Venus sorprendida por Cupido, llevada sobre la espuma de una cascada, donde cantaba el poeta Espronceda, y viéndose hundir la corriente en el caos, cuyo paradero se ignoraba. Un país grande; Vista de la vega murciana, con episodios de costumbres, y dos tablas de nogal; La salida y regreso de cazadores de la Edad Media, que dedicó al duque de Abrantes; otros dos parecidos dedicados al marqués de Valle-Hermoso, habrían sido sus mejores pinturas, y figuraron en varias exposiciones. También pueden citarse una Trinidad, tamaño mayor que el natural, para un oratorio de Almería; La romería de San Isidro en Madrid, y El General Turón pasando una revista en Burgos, que figuraron en la Exposición Universal de París de 1855; Los cuatro vientos; Castillo moruno; Abadía monástica del siglo XIII; Tienda andaluza; Un país, y la Llegada de Tordesillas de Doña Juana la Loca, que presentó en la Exposición Nacional de Bellas Artes de 1866, y otras muchas.
En los años de 1828 y 1829 estudió la litografía en el establecimiento Real Litográfico del Museo de Pinturas, bajo la dirección del pintor de cámara José Madrazo, copiando varios paisajes de Van Ostade. Fueron obra suya en este ramo cuantas láminas se publicaron en el periódico El Album, y el texto y láminas litografiadas de las Ruinas de Itálica, publicada en Sevilla, años de 1840 y 1841. Fueron también de su mano un tomo de acuarelas de los Restos de Mérida, que fue propiedad de la reina Isabel II desde el año 1842; muchos dibujos para grabar para los periódicos ilustrados de Madrid, Murcia, Zamora, Ciudad Real y Tarragona, con sus respectivos artículos de arqueología; un tomo de acuarelas de los monumentos griegos, romanos y árabes, dedicado al príncipe Dolgorúkov, secretario de la embajada de Rusia, que fue mandado a la Biblioteca del zar Alejandro en 1829; algunos dibujos y planos que por el ministro de la Gobernación fueron mandados a la Academia de la Historia con los vaciados en yeso de los arquitrabes del templo de Marte en Mérida, por los que recibió repetidas reales órdenes de agradecimiento. Y finalmente, otros muchos trabajos, pudiendo citarse especialmente su comenzada Topografía monumental ibera, que publicó bajo los auspicios de la reina Isabel II y de la Real Academia de Arqueología del Príncipe Alfonso.